# Ipomoea squamosa
Ipomoea squamosa là một loài thực vật có hoa trong họ Bìm bìm. Loài này được Choisy mô tả khoa học đầu tiên năm 1845.